# Sitinakita
La sitinakita és un mineral de la classe dels silicats. El nom reflecteix la seva composició: silici (Si), titani (Ti), sodi (Na) i potassi (K).

## Característiques
La sitinakita és un silicat de fórmula química KNa₂Ti₄Si₂O13(OH)·4H₂O. Va ser aprovada com a espècie vàlida per l'Associació Mineralògica Internacional l'any 1989. Cristal·litza en el sistema tetragonal. La seva duresa a l'escala de Mohs és 4,5.
Segons la classificació de Nickel-Strunz, la sitinakita pertany a «09.AG: Estructures de nesosilicats (tetraedres aïllats) amb anions addicionals; cations en coordinació > [6] +- [6]» juntament amb els següents minerals: abswurmbachita, braunita, neltnerita, braunita-II, långbanita, malayaïta, titanita, vanadomalayaïta, natrotitanita, cerita-(Ce), cerita-(La), aluminocerita-(Ce), trimounsita-(Y), yftisita-(Y), kittatinnyita, natisita, paranatisita, törnebohmita-(Ce), törnebohmita-(La), kuliokita-(Y), chantalita, mozartita, vuagnatita, hatrurita, jasmundita, afwillita, bultfonteinita, zoltaiïta i tranquillityita.

## Formació i jaciments
Va ser descrita gràcies a exemplars trobats als monts Kukisvumtxorr i Yukspor, tots dos situats al massís de Khibini, a l'óblast de Múrmansk, Rússia. També ha estat descrita en altres indrets del mateix massís de Khibini, com als monts Ristxorr i Koaixva. No ha estat descrita fora d'aquests llocs esmentats.